# Hilde Westrick
Hilde Westrick (* 1900 in Lemberg; † 1981; geborene Freiin von Odelga) war eine österreichische Medizinerin.

## Werdegang
Hilde von Odelga kam als Tochter eines österreichischen Generalmajors in Lemberg zur Welt, wo ihr Vater als Bataillonskommandeur bei den Hoch- und Deutschmeistern stationiert war.  Auf Wunsch ihres Vaters, der sich gegen das von ihr erhoffte Medizinstudium ausgesprochen hatte, studierte sie in Wien Musik. Schon als junges Mädchen hatte sie eine Messe komponiert, die auch zur Aufführung kam.
In Wien lernte sie den jungen Auslandskaufmann Ludger Westrick (1894–1990) kennen. Beide heirateten und aus der Ehe gingen acht Kinder hervor. Erst einige Jahre nach ihrer Eheschließung studierte sie Humanmedizin und promovierte 1937 in Berlin summa cum laude.
Sie war als Anstaltsärztin in der Frauenhaftanstalt in der Lehrter Straße tätig, wo sie die inhaftierten Frauen betreute und mit zusätzlichen Medikamenten versorgte. Während der Schlacht um Berlin im Frühjahr 1945 richtete sie im Familienwohnsitz an der Stallupöner Allee 31 in Berlin-Westend ein Krankenhaus ein. Nach Kriegsende erweiterte sie es um eine benachbarte Baubaracke der Organisation Todt. Später führte sie das Haus als Privatklinik weiter, die bis 1965 bestand. Dort behandelte sie überwiegend arme Patienten, die sich eine Behandlung nicht hätten leisten können.

## Ehrungen
- 1969: Großes Verdienstkreuz der Bundesrepublik Deutschland